# Sally Kellerman
Sally Clare Kellerman, född 2 juni 1937 i Long Beach i Kalifornien, död 24 februari 2022 i Woodland Hills, Los Angeles, var en amerikansk skådespelare och sångerska.

## Biografi
Sally Kellerman ville satsa på en teaterkarriär efter att ha medverkat i en del skolpjäser, och tog teaterlektioner vid Actors Studio West. Under mer än ett årtionde fick hon endast småroller på TV och i film. Kellerman fick sitt stora genombrott som major "Hot Lips" Houlihan i filmen M*A*S*H (1970), en roll för vilken hon nominerades till en Oscar för bästa kvinnliga biroll. Hon har sedan haft en framgångsrik karriär i en rad andra filmer.
Kellerman avled 2022 efter en tids sjukdom.

## Filmografi i urval
- 1959 – Reform School Girl
- 1963 – Twilight Zone (TV-serie) (1 avsnitt)
- 1965 – Alfred Hitchcock presenterar (TV-serie) (1 avsnitt)
- 1966–1970 – Bröderna Cartwright (TV-serie) (2 avsnitt)
- 1966 – Star Trek: The Original Series (TV-serie) (1 avsnitt)
- 1968 – Bostonstryparen
- 1970 – M*A*S*H
- 1970 – Fågel, mördare eller mittemellan
- 1973 – Bortom horisonten
- 1976 – Bussen som blev galen
- 1978–1979 – Kampen om Colorado (TV-serie) (tolv avsnitt)
- 1979 – En liten kärlekshistoria
- 1980 – Foxes – tjejmaffian
- 1985 – På äventyr med Sesamgänget (röst)
- 1985 – Bilskolan - nu lurar vi snuten
- 1986 – Back to School
- 1986 – Meatballs III: Summer Job
- 1986 – Sånt är livet
- 1990 – Snövit och de sju dvärginnorna (röst)
- 1992 – Spelaren
- 1993 – Dubbelgångaren
- 1994–1998 – Diagnos mord (TV-serie) (2 avsnitt)
- 1994 – Prêt-à-Porter
- 1996 – It's My Party
- 1999 – American Virgin
- 2007 – The Prince and the Pauper
- 2008 – Delgo (berättarröst)
- 2011 – 90210 (TV-serie) (2 avsnitt)
- 2014–2015 – Makt och begär (TV-serie) (tio avsnitt)
- 2014 – Out of Sight